# Bellingshausen (Südsandwichinseln)
Bellingshausen ist eine der drei am südlichsten gelegenen Inseln im subantarktischen Archipel der Südlichen Sandwichinseln. Mit der Cook-Insel und der Morrell-Insel bildet sie die Gruppe der Südlichen Thuleinseln.
Die kleine, unbewohnte Insel mit einer Fläche von lediglich 2,04 km² ist ein Stratovulkan; der Hauptkrater misst etwa 150 Meter im Durchmesser und ist 60 Meter tief.
Von der zwei Kilometer entfernt im Westen liegenden Cook-Insel ist Bellingshausen durch den Maurice Channel getrennt. Im Nordosten liegt die Bristol-Insel 47 km entfernt, getrennt durch die Forsters Passage.
Die Insel ist nach dem russischen Antarktis-Seefahrer Fabian Gottlieb von Bellingshausen (1778–1852) benannt. Entdeckt wurde sie vermutlich schon 1775 vom britischen Seefahrer James Cook, der in dieser Zeit nahezu alle der Südlichen Sandwichinseln entdeckte.